# فينس بارتون
فينس بارتون (بالإنجليزية: Vince Barton)‏ هو لاعب كرة قاعدة أمريكي، ولد في 1 فبراير 1908 في إدمونتون في كندا، وتوفي في 13 سبتمبر 1973 في تورونتو في كندا.

## وصلات خارجية
- فينس بارتون على موقعبيزبول رفرنس.كوم (الدوري الرئيسي) (الإنجليزية)